# 대한민국 민법 제273조
대한민국 민법 제273조는 합유지분의 처분과 합유물의 분할금지에 대한 민법 물권법 조문이다.

## 조문
제273조(합유지분의 처분과 합유물의 분할금지) ① 합유자는 전원의 동의없이 합유물에 대한 지분을 처분하지 못한다.
②합유자는 합유물의 분할을 청구하지 못한다.

第273條(合有持分의 處分과 合有物의 分割禁止) ① 合有者는 全員의 同意없이 合有物에 對한 持分을 處分하지 못한다.
②合有者는 合有物의 分割을 請求하지 못한다.

## 참고 문헌
- 오현수, 일본민법, 진원사, 2014. ISBN 978-89-6346-345-2
- 오세경, 대법전, 법전출판사, 2014 ISBN 978-89-262-1027-7
- 이준현, LOGOS 민법 조문판례집, 미래가치, 2015. ISBN 979-1-155-02086-9

## 같이 보기
- 공유